# Ének-zenei és Testnevelési Általános Iskola
Az Ének-zenei és Testnevelési Általános Iskola egy oktatási intézmény Budapest XIII. kerületében.

## Épülete
A Dózsa György út 136. szám alatti – ma már műemléki védettség alatt álló – épületet Balázs Ernő tervei szerint 1909–1910-ben építették. Homlokzatát Kernstok Károly mozaikjai díszítik. Az intézmény Aréna Utcai Leányiskola és Lehel Utcai Fiú Népiskola néven nyílt meg. A II. világháborúban az épület egy része megsérült, amelyet csak 2001-ben állítottak helyre. 1975-ben a fiú és leányrészleget egyesítették, és létrehozták az Ének-Zene Tagozatos Általános Iskolát. 1994 és 2000 között nagyfokú felújításon esett át az épület.
Jelenlegi neve Ének-zenei és Testnevelési Általános Iskola.